# Corruption au Brésil
La corruption au Brésil nuit directement aux citoyens en réduisant les investissements dans des secteurs essentiels comme la santé, l’éducation et la sécurité, aggravant ainsi les inégalités. Elle se manifeste souvent par le détournement de fonds publics vers des intérêts privés ou politiques. En octobre 2020, Transparency International a signalé un affaiblissement des institutions de lutte contre la corruption et des reculs dans ce domaine,.
Une forme courante de corruption au Brésil est le détournement de fonds publics par le biais de la surfacturation, souvent lié aux contrats avec des entreprises privées. La corruption touche aussi les forces de l’ordre, avec des cas fréquents de pots-de-vin et de subornation.
Des études menés par la Fundação Getúlio Vargas (FGV) estiment que la corruption coûte chaque année au Brésil entre 1 % et 4 % du PIB, soit plus de 30 milliards de reais. En 2010, une analyse de la Fiesp a évalué ce coût entre 1,38 % et 2,3 % du PIB. En 2013, une étude de la CNI a révélé que chaque real détourné entraîne une perte économique et sociale trois fois supérieure. En 2013, une étude de la Confédération nationale de l'industrie (CNI) a montré que chaque real détourné par la corruption représente une perte de trois reals pour l'économie et la société.
L'opération Lava Jato est considérée par la police fédérale comme la plus grande enquête sur la corruption de l’histoire du Brésil. Le département de la Justice des États-Unis a qualifié le scandale du groupe Odebrecht comme le plus grand paiement de pots-de-vin jamais enregistré dans le monde.
Cette enquête a révélé une corruption systémique intégrée au fonctionnement du pays. En 2015, un sondage Datafolha a identifié la corruption comme le principal problème du Brésil. En 2017, les pertes dues aux détournements depuis 2013 étaient estimées à près de 123 milliards de reais,,,.

## Histoire
Selon Fernando Filgueiras, la tolérance à la corruption au Brésil ne découle pas d’un défaut moral ou d’un culte de l’immoralité, mais d’une stratégie de survie dans un contexte de besoins matériels. Le népotisme aurait existé dès l’arrivée des Portugais, comme en témoigne la lettre de Pero Vaz de Caminha au roi Manuel Ier, demandant une faveur pour son gendre. Face aux défis de la gestion d’un territoire éloigné, la couronne portugaise a relâché sa vigilance, créant un climat propice à la corruption. Dès le XVIIe siècle, le père Antônio Vieira dénonçait déjà ces abus dans son Sermão do Bom Ladrão,,.

## Périodes

### Dictature militaire

Castelo Branco : L'oudénisme en uniforme arrive au pouvoir.

La lutte contre la corruption a été l’un des principaux arguments du coup d’État militaire de 1964, aux côtés de la dénonciation de l’« infiltration communiste » et d’un discours moraliste. Ce positionnement reflétait l’alliance entre les militaires, la classe moyenne urbaine et des partis conservateurs comme l’Union Démocratique Nationale (UDN). Fondée en 1945, l’UDN, après plusieurs échecs électoraux, avait accédé au pouvoir avec Jânio Quadros en 1960, mais sa démission rapide en 1961 a contrarié ses ambitions. Son soutien au coup de 1964 montre que, bien que militaire, ce mouvement bénéficiait d’un large appui des milieux conservateurs civils,.
Dès le début de son mandat, le maréchal Castelo Branco, animé par un esprit moraliste, avait promis une vaste enquête sur la corruption du gouvernement déchu de João Goulart. Pour cela, il créa la Commission Générale d'Investigations (CGI), chargée des enquêtes militaires. Un "livre blanc de la corruption" devait être publié pour exposer les malversations, mais il ne vit jamais le jour. Il est probable que les militaires aient renoncé à cette publication pour éviter de révéler leurs propres affaires de corruption. Finalement, la CGI fut dissoute en 1978 par le général-président Geisel.
Les militaires ont rapidement reconnu que la lutte contre la corruption n’était pas leur point fort et ont fini par en tirer profit. Les généraux-présidents affichaient une image d’austérité pour se distancer des abus de leurs subordonnés, mais tant que ces derniers ne nuisaient pas à l’image des forces armées, leurs actes étaient rarement investigués.
Malgré son discours moraliste, la dictature militaire reconnaissait que la corruption était bien plus difficile à combattre que la subversion. La CGI ne suffisait pas à l’éradiquer par simple intimidation. Par nature autoritaire, le régime empêchait tout contrôle de la société civile, de la presse ou du Congrès. Sans transparence ni organes de surveillance, des projets gigantesques comme Itaipu, la Transamazonienne ou la Ferroviaire de l’Acier furent réalisés sans contrôle, rendant impossible l’évaluation des fonds détournés. Selon le juge Márlon Reis, la corruption sous la dictature était moins une politique de gouvernement qu’une politique d’État, servant les intérêts économiques de certains groupes,.

### Gouvernement de Sarney
Le gouvernement de José Sarney a été marqué par des accusations de corruption à tous les niveaux, bien que celles visant le président n’aient pas abouti au Congrès. Entre 1987 et 1989, une crise politique et économique éclata, avec des soupçons de surfacturation et d’irrégularités dans des appels d’offres, notamment pour la Ferrovia Norte-Sul. Sarney fut également accusé de népotisme en attribuant des concessions de radios et de télévisions à des proches. L’insatisfaction au sein du PMDB conduisit à la création du PSDB. La crise atteignit son sommet lors de l’Assemblée Constituante, où le mandat présidentiel fut fixé à cinq ans, malgré le soutien d’une partie du parti pour une durée de quatre ans.
La Commission parlementaire d'enquête sur la corruption (CPI) a désigné l'ex-président José Sarney comme l'un des responsables d'un système de corruption. Il avait autorisé des fonds contrôlés par la présidence à être distribués aux municipalités sans critères précis. Lorsque ces fonds étaient épuisés, Sarney utilisait la réserve de contingence et s'appuyait sur le ministre du Plan, Aníbal Teixeira, pour continuer le financement.

### Gouvernement Collor

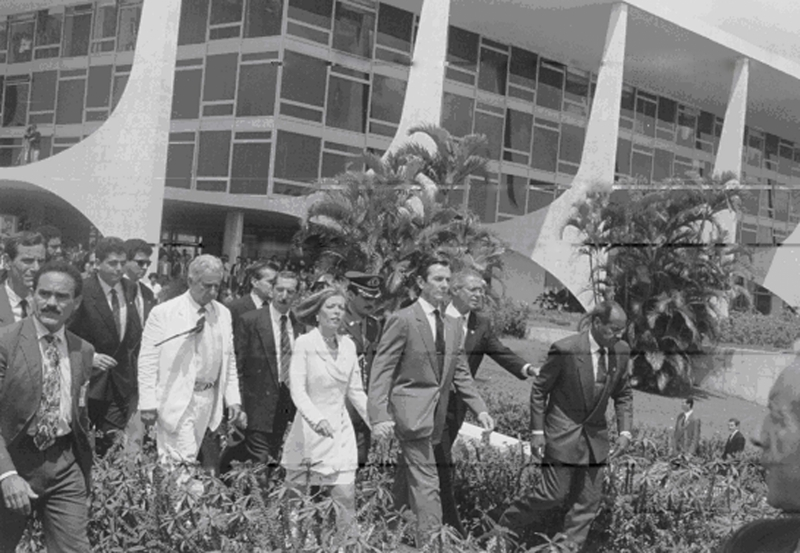
Fernando Collor quitte le palais du Planalto après avoir été destitué à la suite de scandales de corruption

Dans les deux dernières décennies du XXe siècle, notamment après la fin du régime militaire, des affaires de corruption notoires ont attiré une grande attention médiatique, aboutissant même à la destitution du président Fernando Collor de Mello, le premier président en Amérique Latine à faire face à une procédure de destitution (impeachment).
À partir de 1993, les nombreuses accusations de corruption ont ébranlé la confiance dans les institutions et l'avenir du pays, entraînant la création de la Commission parlementaire d'enquête (CPI), connue sous le nom de CPI du Budget. Elle était présidée par le sénateur Jarbas Passarinho, avec Roberto Magalhães, gouverneur de Pernambuco à l'époque, comme rapporteur. En 2014, l'ex-président Collor a été acquitté par la Cour Suprême fédérale (STF) des accusations de corruption liées à son impeachment, mais en 2023, il a de nouveau été condamné pour corruption par le même tribunal, cette fois pour d'autres accusations.

### Gouvernement FHC
La principale accusation contre le gouvernement était l'achat de votes pour l'approbation d'une modification constitutionnelle permettant la réélection des responsables exécutifs. En mai 1997, des écoutes téléphoniques publiées par Folha de S.Paulo ont révélé des conversations entre le député de l'époque, Ronivon Santiago, et une autre personne identifiée par le journal sous le nom de Monsieur X. Dans ces conversations, Santiago affirmait que lui et quatre autres députés avaient reçu 200 000 reais pour voter en faveur de la réélection, une somme versée par le gouverneur de l'Acre de l'époque, Orleir Cameli.
Le gouvernement de Fernando Henrique Cardoso (FHC) est également connu pour l'un des plus grands scandales de corruption du Brésil et du monde, le cas Banestado. Selon le journaliste Henrique Beirangê, le Banestado a vu un montant détourné de 60 milliards de reais à valeur actuelle, dépassant ainsi d'autres enquêtes plus récentes, notamment les 18 milliards de reais de l'Operation Lava Jato. En raison de cette grande différence de montants, il est évident que l'attention accordée à la dénonciation et à l'investigation du cas Banestado a été bien inférieure à celle accordée à la Lava Jato, tant par le système judiciaire que par les journaux et médias connus. Cela a créé une fausse perception selon laquelle le montant impliqué dans la Lava Jato serait plus important, ce qui a influencé l'opinion publique. Beaucoup ignorent encore les valeurs détournées lors des scandales des gouvernements précédents et ne réalisent pas que les partis impliqués continuent à être actifs à Brasília, comme par exemple le PSDB, parmi d'autres.

### Gouvernement Lula
Le scandale de corruption le plus notoire sous le gouvernement de Luiz Inácio Lula da Silva a été le Mensalão, qui a été dénoncé en 2005. Il s'agissait d'un schéma de corruption dans lequel le Parti des travailleurs (PT) achetait des voix, une dénonciation faite par le député Roberto Jefferson, qui a ensuite conclu un accord de coopération avec la justice. Ce scandale a conduit à la destitution de Roberto Jefferson et de José Dirceu, ministre de la Maison civile sous le gouvernement Lula, qui a été considéré par la Cour suprême comme l'un des chefs de ce système. Le PT achetait des voix de parlementaires du Congrès en leur versant une sorte de "allocation mensuelle" en échange de leur soutien pour approuver des réformes que le parti souhaitait mettre en place. Par exemple, il a été révélé qu'en 2003, la réforme des retraites proposée par Lula a été approuvée au Congrès grâce à des votes achetés,,,.
Avant le Mensalão, en 2004, le gouvernement Lula a été confronté à une crise politique connue sous le nom de Scandale des Bingos. Dans cette affaire, Waldomiro Diniz, un conseiller de José Dirceu, apparaît dans une bande audio diffusée par l'homme d'affaires et parieur Carlos Augusto Ramos, surnommé "Carlinhos Cachoeira", où il extorque ce dernier pour récolter des fonds pour les campagnes électorales du PT et du PSB à Rio de Janeiro. En échange, Waldomiro promettait d'aider Ramos dans un appel d'offres public. Le ministère public fédéral a présenté une accusation acceptée par la justice fédérale pour conduite criminelle lors des négociations pour le renouvellement du contrat entre la Caixa Econômica Federal en 2003. Initialement, une "consultation" était exigée à hauteur de 15 millions de réais, mais ce montant a été réduit à 6 millions de réais,.
En 2006, l'escandale du Dossiê ou Escandale des Aloprados, comme il a aussi été appelé, a éclaté après l'arrestation en flagrant délit, le 15 septembre 2006, de certains membres du Parti des travailleurs (PT) accusés d'avoir acheté un faux dossier, produit par Luiz Antônio Trevisan Vedoin, avec des fonds d'origine inconnue. Ce dossier prétendait accuser le candidat du PSDB à la gouvernance de l'État de São Paulo, José Serra, de liens avec le scandale des sanguessugas (les sangsues). Le plan supposé visait à nuire à Serra dans la course pour le gouvernement de São Paulo, où son principal adversaire était le sénateur Aloizio Mercadante. Il semble que Serra n'était pas le seul visé, car des accusations similaires auraient été formulées contre le candidat à la présidence, Geraldo Alckmin. Les enquêtes et les témoignages des suspects ont révélé que le contenu du dossier contre les politiciens du PSDB était faux. L'expression "aloprados" a été utilisée par Luiz Inácio Lula da Silva pour désigner ceux accusés d'avoir acheté le dossier.
En 2016, l'ex-président Lula (PT) est devenu accusé de corruption passive et de blanchiment d'argent, ce qui a conduit à sa condamnation et à son emprisonnement pendant 12 ans et 1 mois en avril 2018. Cependant, une tournure importante est survenue l'année suivante : le 8 novembre, le tribunal de la 12e section fédérale de Curitiba a ordonné la libération de l'ex-président, un jour après que la Cour Suprême ait jugé inconstitutionnelle la privation de liberté avant le jugement final. La condamnation de Lula a été annulée en mars 2021 par l'ensemble du Tribunal Suprême, dans un contexte marqué par la révélation de l'affaire Vaza Jato, où il a été démontré que le juge Sérgio Moro avait fourni des informations confidentielles à l'accusation, donnant ainsi lieu à l'interprétation que l'affaire avait été politisée. Par un vote de 7 contre 4, la Cour a ensuite déclaré que le juge était suspect. Elle a également annulé toutes les décisions prises par le tribunal de Paraná pour incompétence de juridiction, à la suite de la majorité des membres du tribunal suivant l'avis du ministre Edson Fachin, selon lequel les enquêtes concernant l'ex-président n'avaient aucun lien avec Petrobras. Le procès a été transféré à la 12e section fédérale de Brasília, où il a été archivé à la demande du ministère public le 28 janvier 2022,,.

### Gouvernement de Dilma Rousseff

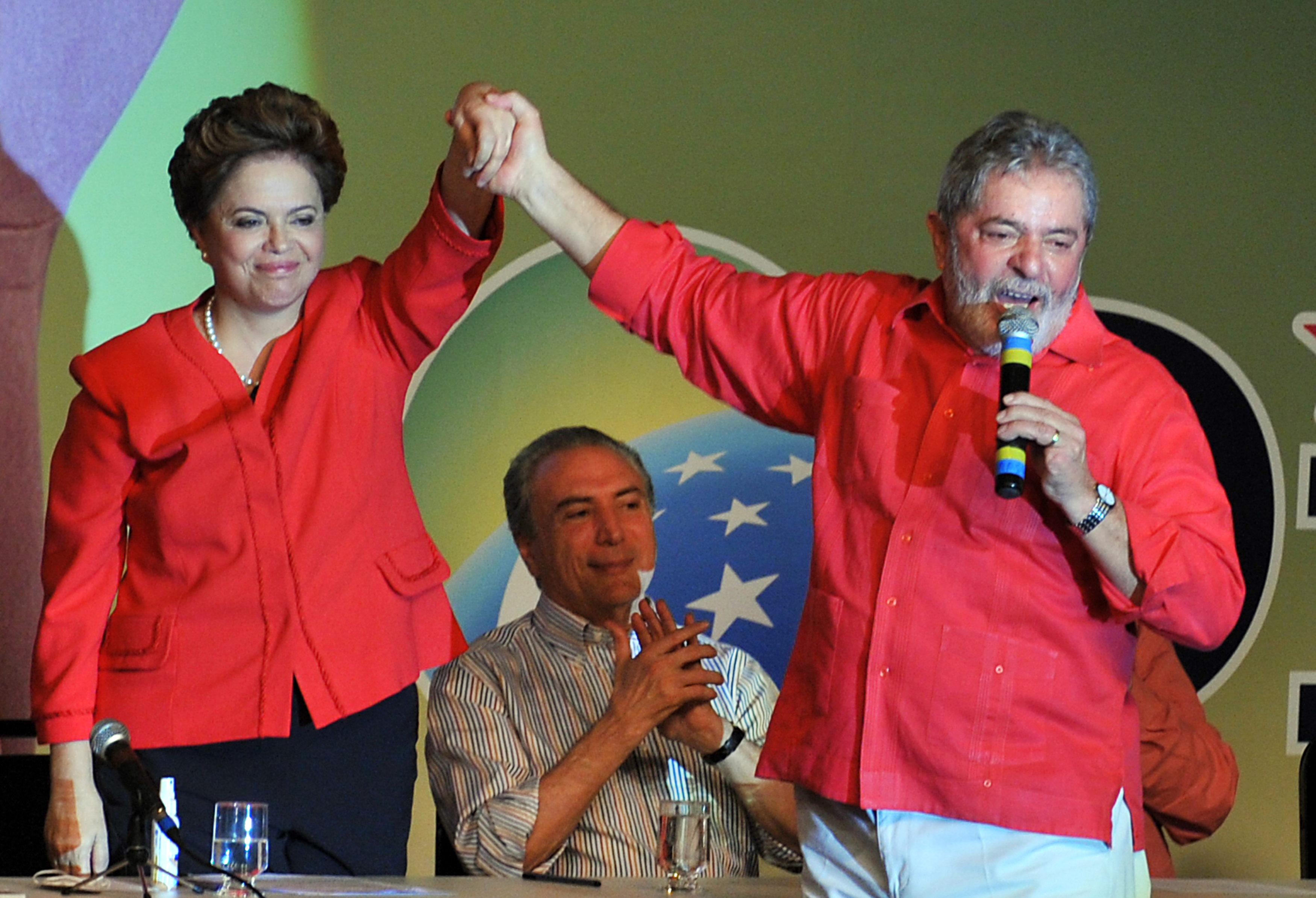
Le président Lula lors de la convention nationale du PT, qui a confirmé la candidature de l'ancienne ministre Dilma Rousseff à la présidence de la République

L'Opération Lava Jato, lancée en mars 2014 sous le gouvernement de Dilma Rousseff, par la Police fédérale brésilienne, a révélé un vaste système de corruption au sein de Petrobras et d'autres entreprises publiques. Ce système favorisait de grandes entreprises de construction, qui formaient des cartels et versaient des pots-de-vin à des politiciens soutenant les intérêts de ces entreprises impliquées dans le scandale. Il a été considéré par la Police fédérale comme le plus grand cas de corruption de l'histoire du pays. Le montant total des pots-de-vin dépasse les dix milliards de réais, et le Département de la Justice des États-Unis a qualifié ce cas de "plus grand scandale de corruption internationale".
Au cours de l'enquête, plus de mille mandats judiciaires ont été autorisés, plus de cent personnes ont été arrêtées, et des personnalités politiques, telles qu'André Vargas et Eduardo Cunha, ont été déchues de leurs mandats à la Chambre des députés du Brésil et emprisonnées. Bien que l'opération ait été déclenchée sous le gouvernement de Dilma Rousseff, les crimes remontent à 2004, sous le gouvernement de Luiz Inácio Lula da Silva, et se sont poursuivis jusqu'en 2015, pendant la présidence de Dilma Rousseff. Les principaux partis impliqués sont le PP, le PT et le PMDB, bien que d'autres partis politiques aient également été concernés,,,,.
En 2014, des membres du gouvernement de Dilma Rousseff, ainsi que la présidente elle-même, ont été investigués pour l'achat de la raffinerie Pasadena Refinery System Inc, une transaction qui a entraîné une perte de 790 millions de dollars pour Petrobras. En décembre 2014, la Contrôleure générale de l'Union (CGU), sous la direction du ministre Jorge Hage, a désigné 22 responsables pour cette affaire, dont José Sérgio Gabrielli, ainsi que les anciens directeurs Nestor Cerveró, Paulo Roberto Costa, Renato Duque et Jorge Zelada. Cependant, la CGU a exonéré la présidente Dilma Rousseff, qui présidait le conseil d'administration de Petrobras à l'époque, ainsi que Graça Foster, de toute responsabilité.
En 2016, après que la Cour suprême du Brésil ait autorisé la divulgation des témoignages de collaboration de Nestor Cerveró, il est devenu public que le délateur accusait la présidente suspendue, Dilma Rousseff, d'avoir eu connaissance des paiements de pots-de-vin à des politiciens du PT lors de l'achat de la raffinerie,,.
En 2017, Dilma Rousseff a vu ses biens bloqués par le Tribunal des Comptes de l'Union (TCU) en raison de préjudices causés à Petrobras, et cinq autres anciens membres du conseil d'administration de l'entreprise publique ont également été touchés. Cependant, en 2021, le TCU a considéré que l'ex-présidente était innocente de l'accusation d'avoir agi de mauvaise foi en approuvant l'achat de la raffinerie.

### Gouvernement de Michel Temer

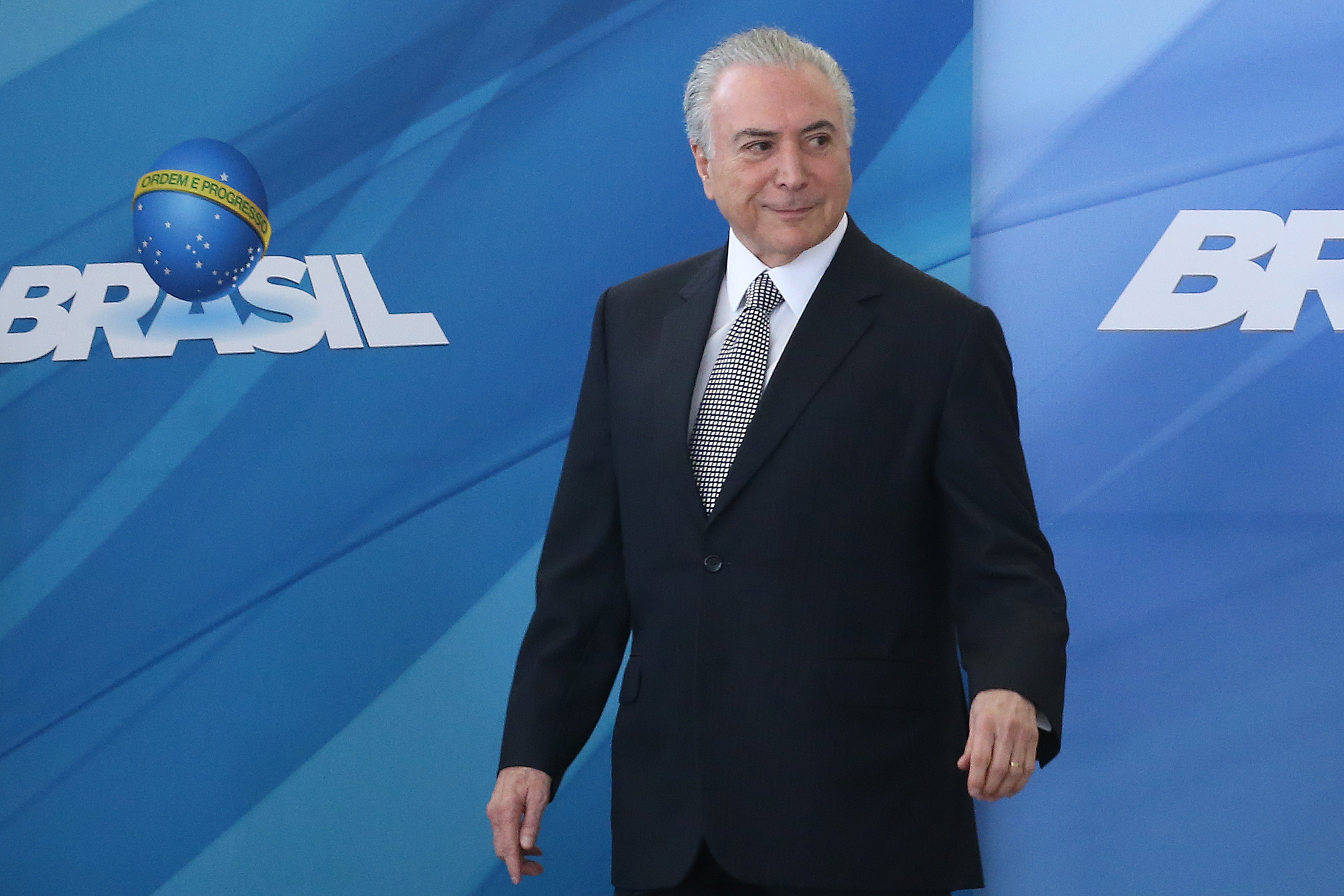
Michel Temer en 2017.

Les scandales de corruption investigués par l'Opération Lava Jato ont continué après la destitution de Dilma Rousseff. Dès les premiers jours de son mandat, le gouvernement de Michel Temer a été confronté à son premier scandale et à la démission d'un ministre. Le journal Folha de S.Paulo a révélé des enregistrements d'une conversation téléphonique datant de mars 2016 entre le ministre du Planification, Romero Jucá, et l'ex-président de Transpetro, Sérgio Machado. Dans cette conversation, alors sénateur du PMDB, Jucá suggérait que le changement de gouvernement, avec la destitution de Dilma Rousseff, pourrait paralyser l'opération, qui enquêtait sur les deux interlocuteurs.
Le 17 mai, les propriétaires du frigorifique JBS ont révélé, dans le cadre de leur témoignage, qu'ils avaient enregistré le président Michel Temer autorisant l'achat du silence du député déchu et ancien président de la Chambre des Députés, Eduardo Cunha, alors qu'il était déjà en prison dans le cadre de l'Opération Lava Jato. L'homme d'affaires Joesley Batista, propriétaire de JBS, aurait remis un enregistrement datant de mars 2017 dans lequel Temer indique au député Rodrigo Rocha Loures de s'occuper des affaires de J&F, un groupe qui contrôle le frigorifique JBS. Par la suite, Rocha Loures a été filmé en train de recevoir une valise contenant cinq cent mille reais, envoyée par Joesley. Dans une autre conversation enregistrée également en mars, l'homme d'affaires aurait informé Temer qu'il versait une "allocation mensuelle" à Cunha et à l'opérateur Lúcio Funaro, afin qu'ils restent silencieux en prison.

### Gouvernement de Jair Bolsonaro
Sous le gouvernement de Jair Bolsonaro, débuté en 2019, le décret n° 9.690/2019 signé en janvier a suscité des discussions et des préoccupations parmi les organismes surveillant la corruption au Brésil. Le décret, signé par le président par intérim Hamilton Mourão et le ministre de la Maison civile Onyx Lorenzoni, autorisait les fonctionnaires nommés à établir un secret ultra-confidentiel pour les données publiques ; ce pouvoir était jusque-là réservé au président de la République, à son vice-président, aux ministres d'État, aux commandants des forces armées et aux chefs de missions diplomatiques à l'étranger. Un mois plus tard, lors d'un vote symbolique, les députés ont annulé le décret, qui a ensuite été envoyé au Sénat pour une nouvelle délibération, avant d'être archivé. Des projets ont été présentés à la Chambre des députés et au Sénat pour annuler le décret en raison de son inconstitutionnalité : le PDL 3/2019, adopté par la Chambre avec une demande d'urgence, a reçu 367 voix favorables et 57 contre, et a été transmis au Sénat, où deux propositions similaires (PDL 22/2019 et PDL 27/2019) étaient déjà en cours. La décision du gouvernement Bolsonaro de classer certains documents pendant 100 ans sous secret a été vivement critiquée. Parmi les documents ainsi protégés figuraient : la carte de vaccination du président Bolsonaro ; les informations relatives aux badges d'accès des fils Carlos et Eduardo Bolsonaro au Palais du Planalto ; le processus interne de l'Armée concernant le général Pazuello, pour violation du règlement disciplinaire de l'Armée. Certains secrets ont été levés, comme les contrats relatifs à l'achat du vaccin indien Covaxin. Des avocats constitutionnalistes ont critiqué l'utilisation de la Loi générale de protection des données (LGPD) pour imposer ces secrets, en raison des préjudices causés à la transparence publique,,,,,,.
En juin 2021, le journal Estado de São Paulo a révélé que le ministère de la Santé, dirigé à l'époque par le général Pazuello, avait accepté de payer 15 USD par dose du vaccin indien Covaxin, bien qu'un télégramme envoyé par l'ambassade brésilienne en Inde au ministère des Affaires étrangères ait informé que le prix pratiqué par la société Bharat Biotech était de seulement 1,34 USD. L'excédent de prix était donc supérieur à 1 000 %. Le même mois de juin, le fonctionnaire du ministère de la Santé, Luís Ricardo Miranda, a révélé avoir été pressé de signer le contrat pour l'achat de 20 millions de doses de Covaxin, qui serait représenté au Brésil par l'entreprise Precisa. Le frère de Luís Ricardo, le député fédéral Luís Cláudio Miranda (DEM-DF), a affirmé avoir informé le président Bolsonaro de ces pressions lors d'une réunion le 20 mars 2021, ce qui a suscité des soupçons de prévarication. Le scandale a été enquêté par la CPI de la pandémie, qui, dans son rapport final présenté par le rapporteur Renan Calheiros le 26 octobre 2021, a constaté que le processus d'acquisition de la Covaxin avait été plus rapide et différencié par rapport à d'autres vaccins, et que l'entreprise responsable, Precisa, avait déjà eu des problèmes avec le ministère de la Santé. En janvier 2022, la police fédérale a demandé l'archivage de l'accusation de prévarication contre le président Bolsonaro dans l'affaire du vaccin Covaxin, estimant qu'il n'était pas de son devoir de communiquer les suspicions aux organes de contrôle. Cependant, le rapport de la police fédérale ne nie pas que le président ait eu connaissance des soupçons,,,,.
Le 22 juin 2022, l'ex-ministre de l'Éducation Milton Ribeiro a été arrêté par la Police Fédérale dans le cadre de l'opération "Acesso Pago". Ribeiro était sous enquête pour corruption passive, trafic d'influence, prévarication et avocatisme administratif. Selon la PF, des fonds du Fonds national pour le développement de l'éducation (FNDE) avaient été libérés en échange de pots-de-vin. Dans l'un des enregistrements réalisés par l'opération, l'ex-ministre impliquait directement le président Jair Bolsonaro. Dans cet enregistrement, Ribeiro affirmait que le président avait désigné les pasteurs Gilmar Santos et Arilton Moura comme intermédiaires pour la distribution de ces fonds, bien qu'ils n'occupent aucun poste officiel. Selon la PF, ces lobbyistes opéraient à partir d'un "cabinet parallèle" et ont également été arrêtés.
Trois aspects particulièrement bruyants de l'affaire ont attiré l'attention : les demandes de pots-de-vin en lingots d'or, l'utilisation de fonds publics pour imprimer des bibles avec les visages du ministre de l'Éducation et des lobbyistes, et la déclaration de Bolsonaro affirmant qu'il "mettrait sa tête sur le billot" pour défendre son ministre, qui a finalement été révoqué en mars 2022 sous la pression de l'opinion publique. En octobre 2022, la ministre Cármen Lúcia de la Cour suprême fédérale (STF) a ordonné que la Police Fédérale se prononce sur la manière dont elle allait enquêter sur la participation du président Bolsonaro dans cette affaire. L'affaire a également été surnommée le "Bolsolão du MEC" dans la presse,,,,,,.
Les interventions de Bolsonaro au sein de la Police Fédérale, au sein du COAF (après que les mouvements financiers de Flávio Bolsonaro aient été investigués par l'organe) et la nomination d'un Procureur général de la République en dehors de la liste trinaire établie par les membres du Ministère Public sont considérées comme des pratiques ayant réduit l'indépendance des organes de lutte contre la corruption au Brésil. En octobre 2020, Bolsonaro a déclaré avoir mis fin à l'Opération Lava Jato. La réorganisation du groupe politique "centrão" pendant cette période a permis au Congrès national de gonfler le budget secret et d'assouplir la loi sur les fautes administratives,,,,,.

## Index et statistiques

### Indice de perception de la corruption
L'Indice de Perception de la Corruption, créé par l'ONG Transparency International, est un outil de mesure de la corruption dans le monde, utilisé depuis 1995. Il compile les résultats de 180 pays et territoires. La note attribuée reflète le niveau perçu de corruption dans le secteur public sur une échelle de 0 à 100, où 0 signifie que le pays est perçu comme fortement corrompu, et 100 indique un pays considéré comme très intègre.
En 2014, le Brésil était classé 69e parmi 175 pays et territoires, à égalité avec la Bulgarie, la Grèce, l'Italie et la Roumanie, mais derrière des pays comme Cuba (63e), le Chili (22e), l'Uruguay (19e), ainsi que la majorité des pays d'Europe et d'Amérique du Nord. Ce résultat montre que la corruption perçue par la population brésilienne était à un niveau inférieur à celui d’autres économies émergentes comme l'Inde (83e), la Chine (100e) et la Russie (136e), ainsi que de nombreux pays sud-américains tels que le Pérou (83e), la Colombie (94e) et l'Argentine (106e).
En 2015, le Brésil a occupé la 76e position, avec un indice de 38 points, soit cinq points de moins qu'en 2014, où le pays était classé 69e. Cette année-là, 175 pays ont été évalués, ce qui montre que le Brésil a non seulement reculé dans son classement, mais aussi perdu des points sur l'échelle. Il s'agissait du pire résultat de l'année 2015 en comparaison avec l'année précédente, mettant en évidence une dégradation notable dans la perception de la corruption.
En 2017, le Brésil a occupé la 96e position dans le classement des pays les moins corrompus. L'étude a évalué la perception de la corruption dans le secteur public de 180 pays.
En 2018, le Brésil s'est classé 105e sur 180, avec un score de 35 sur 100 points. Il se trouvait derrière des pays tels que l'Arabie Saoudite, le Burkina Faso, le Sri Lanka, le Rwanda, et le Timor-Leste, et à égalité avec la Côte d'Ivoire, l'Égypte, le Salvador, le Pérou, l'Arménie, l'Algérie et la Zambie. C'était la pire performance du pays depuis 2012, avec une perte de 8 points (soit une diminution de 18,6%) et une chute de 36 places, représentant 52,17% de son classement de 2012. Ce résultat était inférieur à la moyenne mondiale (43 points) et à la moyenne des pays des BRICS (37 points). Parmi les 32 pays d'Amérique, le Brésil était classé 20e, contre 12e en 2012, ayant été dépassé par la Jamaïque, le Suriname, Trinidad et Tobago, l'Argentine, la Guyane, la Colombie et le Panama.
En 2023, le Brésil a chuté à la 104e position dans l'Indice de Perception de la Corruption, avec une note de 36 points, la plus basse depuis 2017. Cette baisse est liée à la tentative de réduire les freins et contrepoids démocratiques sous le gouvernement de Jair Bolsonaro et au manque d'efforts du gouvernement de Luiz Inácio Lula da Silva pour restaurer ces mécanismes.
La BBC News Brasil a mentionné plusieurs raisons pour cette chute, notamment l'ingérence dans les institutions comme la Procuradoria-Geral da República (PGR) et la Polícia Federal (PF), le maintien du budget secret, la réduction de la transparence gouvernementale, la propagation de fake news par des canaux officiels, le lobbying excessif, et l'augmentation des pouvoirs du STF et du TSE.